# Nematopodius nigroplagiatus
Nematopodius nigroplagiatus är en stekelart som först beskrevs av Cameron 1902.  Nematopodius nigroplagiatus ingår i släktet Nematopodius och familjen brokparasitsteklar. Inga underarter finns listade i Catalogue of Life.